# 古川 (西条市)
古川（ふるかわ）は、愛媛県西条市の地名。
近世の新居郡古川村域に相当する。加茂川の水運を利用した舟着き場もあり、そこから土場とも称されていた。

## 地理
加茂川の下流域に位置する。
かつては燧灘に面していたが、沿岸部が太平洋戦争後に干拓され、大字港となった。

## 歴史

### 行政区画の変遷
- 1889年（明治22年）12月15日 - 町村制施行に伴い、新居郡古川村、神拝村、喜多川村、樋之口村と新田村の一部が合併して新居郡神拝村となる。かつての古川村域は神拝村大字古川となる。
- 1925年（大正14年）2月11日 - 新居郡神拝村、西条町、玉津村、大町村が合併し、改めて新居郡西条町となる[4]。神拝村大字古川は西条町大字古川となる。
- 1941年（昭和16年）4月24日 - 新居郡西条町、飯岡村、神戸村、橘村、氷見町が合併し、西条市となる[5]。西条町大字古川は西条市大字古川となる。

## 産業
- 青海苔
- 材木運搬
- 農業
- 漁業

## 祭事
江戸時代天保年間作成とされる『伊曾乃祭礼細見図』に土場としてだんじりが奉納されている。そしてこの地区のだんじりは新調等を経ながら現在まで連綿と繋がっており、西条祭りには古川村地区で古川、御所通、砂盛、富士見町と4台のだんじりが奉納されている。(一部が掛かる地域も含めると八丁、川沿町と更に増える)